# Charytoniwka (obwód czernihowski)
Charytoniwka (ukr. Харитонівка) – wieś na Ukrainie, w obwodzie czernihowskim, w rejonie pryłuckim, w hromadzie Sribne. W 2001 liczyła 488 mieszkańców.